# El pan desnudo (novela)
El pan desnudo es una de las obras literarias más famosas del escritor Mohammed Choukri, y la más controvertida. Fue escrita en árabe en 1972 y traducido en 1973 por Paul Bowles, y al francés en 1981 por Tahar Ben Jelloun. No se publicó en árabe hasta el año 1982 debido al revuelo que generó por su atrevimiento inusual. Más tarde, la novela fue traducida a 39 idiomas.

## Contenido
Familia
La novela habla de la tragedia de una persona cuyas circunstancias lo obligaron a permanecer en la oscuridad del analfabetismo hasta cumplir los veinte años. Su juventud fue una deriva en el mundo de la miseria, donde solo la violencia fortalecía los exilios cotidianos. Todo eso sucedió en un ambiente oprimido bajo la presión del colonialismo y la propagación de la pobreza, el hambre, la ignorancia y las epidemias, donde se comía de los basureros y se practicaban rituales de hechicería como beber sangre con una intención curativa La madre del protagonista recurría al "shawafat" y encendía velas en las tumbas de los santos con la intención de acercarse a Dios para que saliera su marido. Su madre se vio obligada a vender verduras y frutas en los mercados de la ciudad, mientras Shukri subsistía de los cubos de basura de los ricos europeos cristianos, no de los cubos de los musulmanes marroquíes, que eran pobres, según él. A través de él, el niño convivía con individuos y grupos moralmente malvados. El protagonista de la novela creció en una familia en la que el papel del padre era injusto y cruel, tomando rapé y maldiciendo a Dios. La violencia en la que creció el hijo, conduce a su destrucción espiritual, moral y ética, y le hace rechazar el sistema familiar tradicional, en el que el padre se sitúa en la cúspide. Al hacerlo, el escritor busca destruir la posición simbólica del padre y destruir su autoridad, que es la causa de su miseria. Se sintió insatisfecho con la risa de su madre con su padre . "Malditos sean todos los padres si son como mi padre". "Odio a las personas que se parecen a mi padre".  Su intenso odio hacia su padre lo impulsó a reemplazar su sociedad patriarcal por una femimista, y nació una tendencia a la violencia y la venganza, "en mi imaginación, no recuerdo cuántas veces lo maté". El pasaje donde su padre fue golpeado frente a él le resultó un consuelo.

### Tánger
Huyó del medio rural a Tánger, donde había extranjeros, prostitución y drogas, y vivió en los suburbios de la ciudad. El narrador se dedicó a buscar mujeres a lo largo de su vida, empezando por Asia, Fátima, Sulafa y las prostitutas. Vivió su vida de esta manera hasta el punto de convertirse en un proxeneta profesional. Shukri llegó a la ciudad por la fuerza y no por elección, mientras su padre huía del ejército franquista, y fue detenido y encarcelado durante dos años, que pasó entre Tánger y Asilah. En el puerto de Tánger, Shukri vendió cigarrillos y drogas a extranjeros y conducía a soldados estadounidenses a burdeles europeos.

## La historia del libro
El pan desnudo es la primera parte de la autobiografía de Mohammed Choukri que consta de sus tres obras más importantes. Además de esta novela, tiene Tiempo de errores y Rostros. El escritor dijo que la idea de una autobiografía vino de su amigo el escritor estadounidense Paul Bowles, que reside en Tánger, y la vendió oralmente antes de comenzar a escribirla. Tahar Ben Jellon tradujo El pan desnudo al francés y fue publicado por la editorial Maspero. El libro fue recibido positivamente entre lectores y críticos .Permaneció oculto durante veinte años antes de que el propio escritor lo publicara en árabe en Marruecos . Después, el libro entró en el entramado literario árabe moderno, donde la gran admiración se encontró con el rechazo, la represión y la prevención, de modo que la historia del libro prevaleció sobre el propio libro. Esta obra desató un gran revuelo y fue prohibida en la mayoría de los países árabes, pues sus críticos la consideraron atrevida de una manera que no se ajusta a las tradiciones de las sociedades árabes.
El título del libro
Para el lector árabe, el título de esta novela hace referencia a la vida de subsistencia, porque el pan no está destinado en sí mismo. Sin embargo, el amigo del escritor, el novelista Tahar Ben jellon, optó por traducir el título de Shukri con un título intermedio para el lector francófono: (en francés: "Le Pain Nu"), que significa "pan desnudo". "Pan", como Tahar Ben jellon lo ve a través de su título en francés, puede ser una "comida sola".

## Cine
En 2004, el director argelino Rachid Ben Haj trasladó la novela al cine en una película del mismo nombre: El pan desnudo.

## Citas
- "¡La cárcel de la patria en lugar de la libertad del exilio!!"
- "No olvidemos que el "juego del tiempo" es un juego más fuerte que nosotros, un juego mortal al que sólo podemos enfrentarnos viviendo la muerte antes de nuestra muerte.. a nuestra muerte: bailar sobre las cuerdas del riesgo en pos de la vida. Sin la imaginación, habría explotado".
- Odio a las mujeres cuando se consideran como una mercancía.[9]